# Alesatrice

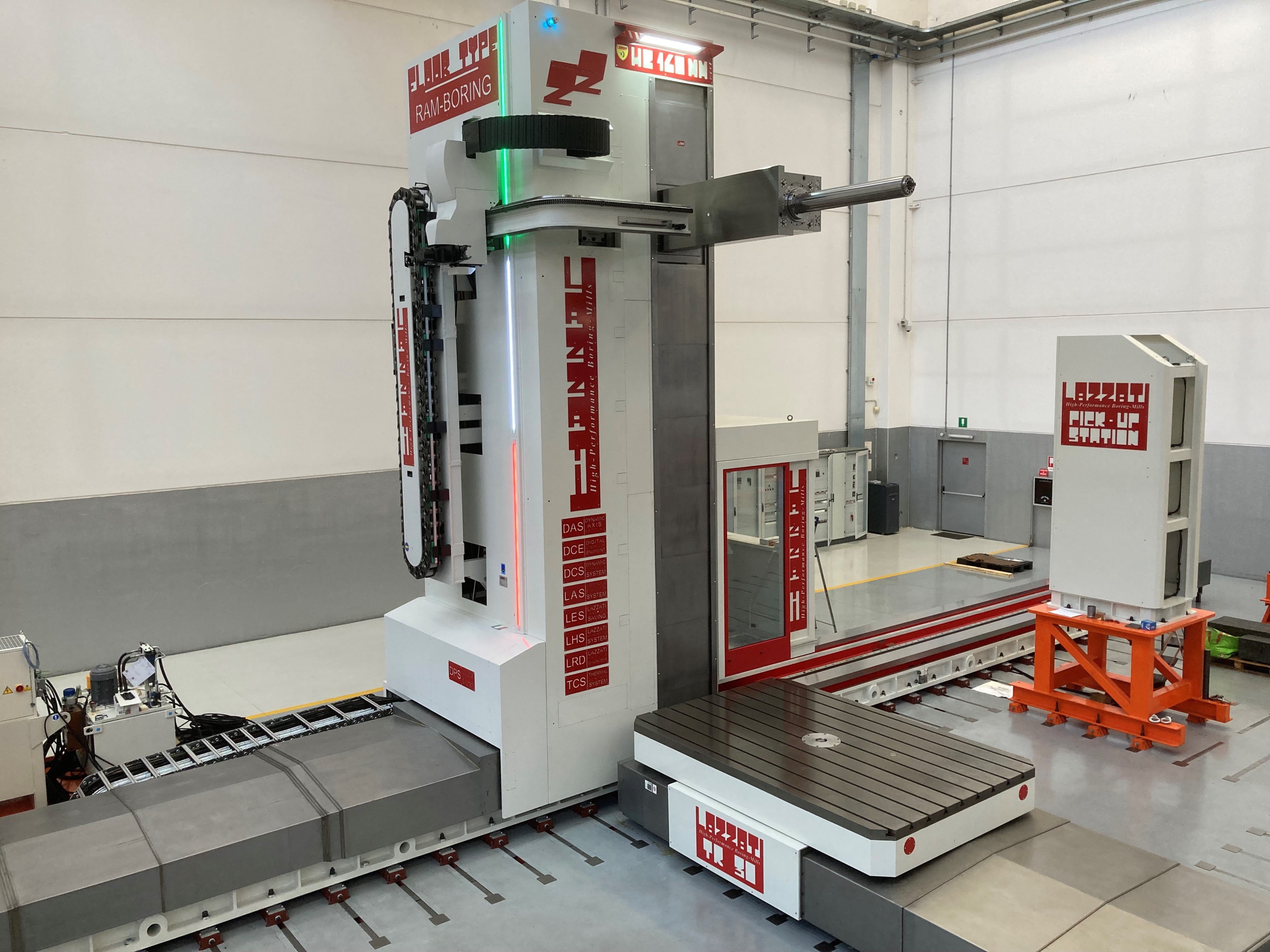
Esempio di Alesatrice a Montante Mobile LAZZATI modello HB 160MM Evo4.0 completa di tavola roto-traslante, cambio utensili automatico e cambio teste automatico

L'alesatrice è una macchina utensile che viene utilizzata per allargare dei fori fino ad un determinato diametro, utilizzando una particolare precisione (che arriva all'ordine del millesimo di millimetro nel caso di alesatrici di precisione). Essa garantisce la dimensione, la coassialità e la concentricità entro tolleranze molto ristrette.

## Storia

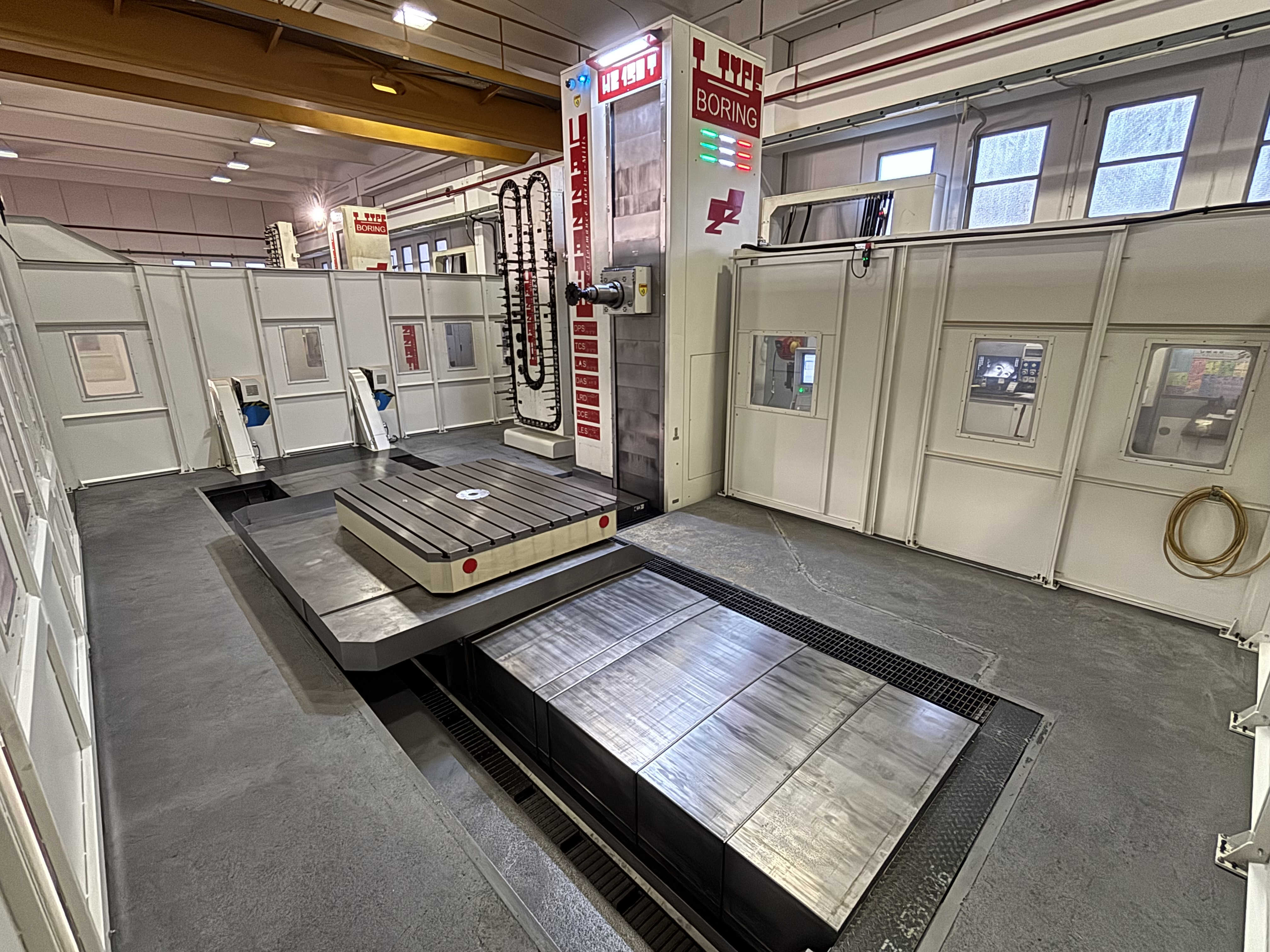
Esempio di Alesatrice a Montante Mobile a T e Tavola Girevole in continuo marca LAZZATI modello HB 150T Evo4.0 installata in fondazione e completa di protezioni antinfortunistiche presso un utilizzatore finale

La prima alesatrice, ad azionamento manuale, fu creata da John Wilkinson nel 1775 per migliorare la lavorazione dei fori nelle macchine industriali. Il termine "alesatrice" deriva dal francese antico alaisier, allargare, a sua volta dal latino latus, largo.
Con l’evoluzione delle tecnologie, le alesatrici sono diventate macchine complesse e versatili, capaci di operare su vari materiali, tra cui metallo, plastica e legno.
Con l’introduzione dell’automazione e del controllo numerico computerizzato (CNC) l'alesatura ha raggiunto maggiori livelli di precisione e produttività rispetto al passato.
L'introduzione del controllo numerico computerizzato (CNC) nelle alesatrici ha rappresentato una rivoluzione nel campo della lavorazione dei metalli, portando a un significativo miglioramento in termini di precisione, efficienza e automazione. Prima dell'avvento delle tecnologie CNC, le alesatrici erano azionate manualmente o mediante controlli meccanici, un processo che richiedeva una grande abilità da parte dell'operatore e spesso comportava margini di errore più ampi. Con l'adozione del CNC, le alesatrici sono diventate altamente precise e capaci di eseguire operazioni complesse con tolleranze molto strette, senza necessità di intervento manuale.

## Funzionamento
L'alesatrice funziona mediante un movimento rotatorio di un utensile di taglio, che rimuove piccole quantità di materiale dal bordo del foro, garantendo una finitura molto più liscia e precisa rispetto ai metodi di foratura tradizionali. Il movimento dell'utensile avviene generalmente lungo uno o più assi, che possono essere controllati manualmente o tramite un sistema CNC.
I movimenti caratteristici di un'alesatrice sono:
- il moto di taglio, di tipo rotatorio, è conferito dall'utensile (detto "alesatoio");[1][2]
- il moto di alimentazione, di tipo traslatorio (rettilineo continuo); a seconda del tipo di macchina, può essere svolto dal pezzo (bancale mobile) o dall'utensile (colonna mobile o portale).[1][2]

Le alesatrici, oltre a lavorare sui normali tre assi (x, y e z), posso sfruttarne altri mediante degli accessori aggiuntivi tipo tavola girevole o teste orientabili.

## Tipi
Le alesatrici possono variare significativamente in base alla loro applicazione specifica e al design.
Le alesatrici si distinguono in alesatrici orizzontali e alesatrici verticali a seconda della direzione (orizzontale o verticale) dell'asse del mandrino.
- Nelle alesatrici verticali l'utensile di taglio si muove lungo l'asse verticale rispetto al pezzo da lavorare; questo tipo di alesatrice è utilizzata per lavorazioni precise di fori di grandi dimensioni.
- Nell'alesatrice orizzontale l'utensile di taglio si muove orizzontalmente; viene utilizzata per lavorare superfici piane o fori di piccolo e medio diametro.

Le alesatrici universali permettono di eseguire diverse operazioni di lavorazione, come fresatura, foratura, e alesatura, grazie alla sua struttura versatile che consente movimenti lungo più assi.
Le alesatrici a controllo numerico (CNC) sono dotate di un sistema computerizzato che automatizza i movimenti, aumentando la precisione e la velocità delle lavorazioni. Sono utilizzate principalmente in applicazioni industriali ad alta richiesta di precisione.

### Alesatrici CNC
L'introduzione del CNC nelle alesatrici ha visto l'evoluzione da sistemi a controllo numerico a nastro perforato a tecnologie digitali avanzate, che utilizzano software di modellazione 3D, simulazioni di processo e interfacce user-friendly. Le moderne alesatrici CNC sono dotate di sistemi di controllo sofisticati, che consentono di monitorare in tempo reale la performance della macchina, rilevare possibili anomalie e ottimizzare i parametri di lavorazione. I software CNC odierni sono in grado di gestire una vasta gamma di operazioni, inclusi movimenti lungo più assi, per realizzare lavorazioni complesse su pezzi di grandi dimensioni o geometrie particolari.
L'introduzione delle alesatrici CNC ha avuto un impatto significativo in numerosi settori industriali, migliorando la produttività e la qualità dei prodotti. Ad esempio, nell'industria aerospaziale, dove la precisione è cruciale, le alesatrici CNC sono essenziali per la realizzazione di parti delicate, come i componenti del motore, che richiedono tolleranze micrometriche. Allo stesso modo, nel settore automobilistico, le alesatrici CNC sono utilizzate per lavorare motori e parti strutturali, riducendo i tempi di produzione e aumentando l'efficienza.
I vantaggi delle alesatrici CNC includono:
- Maggiore precisione: le alesatrici CNC sono in grado di eseguire operazioni di alesatura con tolleranze minime, spesso nell'ordine dei micrometri. L'eliminazione dell'errore umano e l'automazione del processo di regolazione permettono di ottenere risultati estremamente precisi, fondamentali per applicazioni industriali di alta qualità.
- Ripetibilità e coerenza: grazie al controllo automatizzato, le alesatrici CNC possono eseguire le stesse operazioni in modo identico per ogni ciclo produttivo, senza variare i risultati. Questo è particolarmente importante quando vengono lavorati grandi volumi di componenti, dove è necessario mantenere standard di qualità costanti.
- Automazione dei processi: il CNC permette di programmare l'alesatrice per eseguire una serie di operazioni complesse senza intervento umano. Ciò consente alle macchine di lavorare in modo continuo, riducendo il tempo di setup e aumentando la produttività.
- Flessibilità nelle operazioni: le alesatrici CNC possono essere programmate per eseguire una vasta gamma di operazioni, incluse alesatura, foratura, fresatura e filettatura. La versatilità di queste macchine le rende adatte a diverse applicazioni industriali, come la produzione di componenti per l'industria automobilistica, aerospaziale, navale e altri settori ad alta precisione.
- Facilità di programmazione e modifica: le modifiche alle operazioni o ai disegni possono essere eseguite rapidamente tramite il software di programmazione CNC. Questo consente agli operatori di adattarsi facilmente alle richieste del cliente o alle modifiche nel design senza dover riprogettare manualmente ogni parte della macchina.
- Riduzione degli errori e miglioramento dell'affidabilità: l'uso del CNC elimina molti degli errori che derivano dalla supervisione manuale, come la regolazione imprecisa degli utensili o la variazione nelle tecniche di lavoro. Le operazioni vengono eseguite seguendo strettamente i parametri stabiliti nel programma, aumentando l'affidabilità e riducendo il rischio di scarti o malfunzionamenti.

## Differenze con la fresatrice
Le alesatrici si differenziano dalle fresatrici in quanto l'avanzamento nel senso dell'asse di lavorazione viene effettuato in due modi differenti, lo spostamento dello slittone (presente in tutte e due i tipi di macchina) e da un cannotto interno a quest'ultimo. Questo sistema garantisce molta più precisione nella fase di alesatura, oltreché raggiungere parti da lavorare più distanti dalla macchina. Normalmente gli utensili vengono bloccati sul mandrino di alesatura mediante degli specifici coni portautensili.
Rispetto alle fresatrici, le alesatrici presentano i seguenti vantaggi:
- Alta precisione: consentono di ottenere tolleranze molto strette e finiture superficiali di alta qualità.
- Flessibilità: le alesatrici possono essere utilizzate per lavorare una vasta gamma di materiali e dimensioni di fori.
- Efficienza: specialmente con l’uso di alesatrici CNC, il processo di alesatura può essere automatizzato, riducendo il tempo di lavorazione e aumentando la produttività.

## Applicazioni
Le alesatrici sono utilizzate in molteplici settori industriali, tra cui:
- Industria automobilistica: per la lavorazione di componenti di motori, sospensioni, e altri parti meccaniche di precisione.
- Industria aerospaziale: per la produzione di parti per aeromobili, in cui la precisione è fondamentale.
- Industria navale e ferroviaria: per la lavorazione di componenti di grandi dimensioni, come il blocco di motori e supporti strutturali.
- Oreficeria e strumenti di precisione: l'alesatura viene utilizzata anche nella produzione di strumenti chirurgici e dispositivi medici.

Oltre l'alesatura, con l'alesatrice si possono eseguire svariate lavorazioni, come: foratura, tornitura, maschiatura, tracciatura, fresatura e sfacciatura. Questa grande versatilità fa sì che le alesatrici siano molto diffuse in campo meccanico.
Un esempio di applicazione dell'alesatrice è la finitura della cavità interna dei cilindri delle macchine alternative, dove scorre il pistone. Altre possibili applicazioni riguardano la finitura dell'interno di pompe, presse, macchine a vapore e cannoni.

## Produttori di alesatrici
Alcuni produttori noti di alesatrici includono aziende specializzate nel settore delle macchine utensili, come Lazzati, Pama, FPT Industrie, Bragonzi o Colgar, che producono alesatrici ad alte prestazioni per applicazioni industriali. Produttori esteri tra i più noti sono Wotan, SMT, Waldrich, Scheiss, Scharmann.

## Normativa e standard

### Europa
Nell'Unione Europea alle alesatrici si applicano le norme sulla marcatura CE, tra cui (ma non solo) la Direttiva Macchine, in quanto rientrano nella definizione di "macchina" fornita dalla stessa direttiva.
Alcune norme tecniche che riguardano nello specifico la sicurezza delle alesatrici sono:
- UNI 10340 Prescrizioni di collaudo per macchine utensili. Alesatrici verticali per cilindri[14]
- UNI ISO 3070-1 Macchine utensili - Prescrizioni di collaudo per alesatrici fresatrici con mandrino orizzontale - Parte 1: Macchine a montante fisso e tavola mobile[15]
- UNI ISO 3070-2 Macchine utensili - Prescrizioni di collaudo per alesatrici fresatrici con mandrino orizzontale - Parte 2: Macchine a montante mobile lungo l'asse X (tipo piano)[16]
- UNI ISO 3070-3 Macchine utensili - Prescrizioni di collaudo per alesatrici con mandrino orizzontale - Parte 3: Macchine a montante mobile e tavola mobile[17]
- UNI ISO 3686-1 Prescrizioni di collaudo per foratrici alesatrici a coordinate, tipo a torretta e monomandrino, con tavola ad altezza fissa e mandrino verticale - Prove di accuratezza - Parte 1: Macchine a un montante[18]
- UNI ISO 3686-2 Prescrizioni di collaudo per foratrici alesatrici a coordinate, tipo a torretta e monomandrino, con tavola ad altezza fissa e mandrino verticale - Prove di accuratezza - Parte 2: Macchine a portale con tavola mobile[19]

Alle alesatrici si applicano inoltre le norme tecniche sulla sicurezza delle macchine in generale e delle macchine utensili, ad esempio la norma UNI EN ISO 16090-1 Sicurezza delle macchine utensili - Centri di lavoro, fresatrici, macchine transfer - Parte 1: Requisiti di sicurezza.